# Lunca Jariștei
Lunca Jariștei – wieś w Rumunii, w okręgu Buzău, w gminie Siriu. W 2011 roku liczyła 1092 mieszkańców.